# Serguei Savéliev
Serguei Savéliev   (óblast de l'Amur, 26 de febrer de 1948 - Moscou, 29 d'octubre de 2005) fou un esquiador rus, especialista en esquí de fons, que va competir sota bandera de la Unió Soviètica durant les dècades de 1970 i 1980.
El 1976 va prendre part als Jocs Olímpics d'Hivern d'Innsbruck, on va disputar tres proves del programa d'esquí de fons. Guanyà la medalla d'or en la prova dels 30 quilòmetres i la de bronze en els relleu 4x10 km, formant equip amb Nikolay Bazhukov, Yevgeny Belyayev i Ivan Garanin. En els 50 quilòmetres fou vint-i-unè. Quatre anys més tard, als Jocs de Lake Placid, fou cinquè en els 50 quilòmetres del programa d'esquí de fons.
En el seu palmarès també destaca una medalla d'or al Campionat del món d'esquí nòrdic de 1978, així com vuit campionats nacionals. Una vegada retirat, de 1981 a 1989, va exercir d'entrenador de l'equip de fons del CSKA Moscou.